# 北冕座T
北冕座T（T Coronae Borealis，縮寫T CrB）是位於星座北冕座的一顆再發新星。它最早是由約翰·伯明罕 (天文學家)在1866年爆發時發現的，然而它早些時候被觀測到是一顆10等星。它可能在1217年和1787年被觀測到。

## 描述

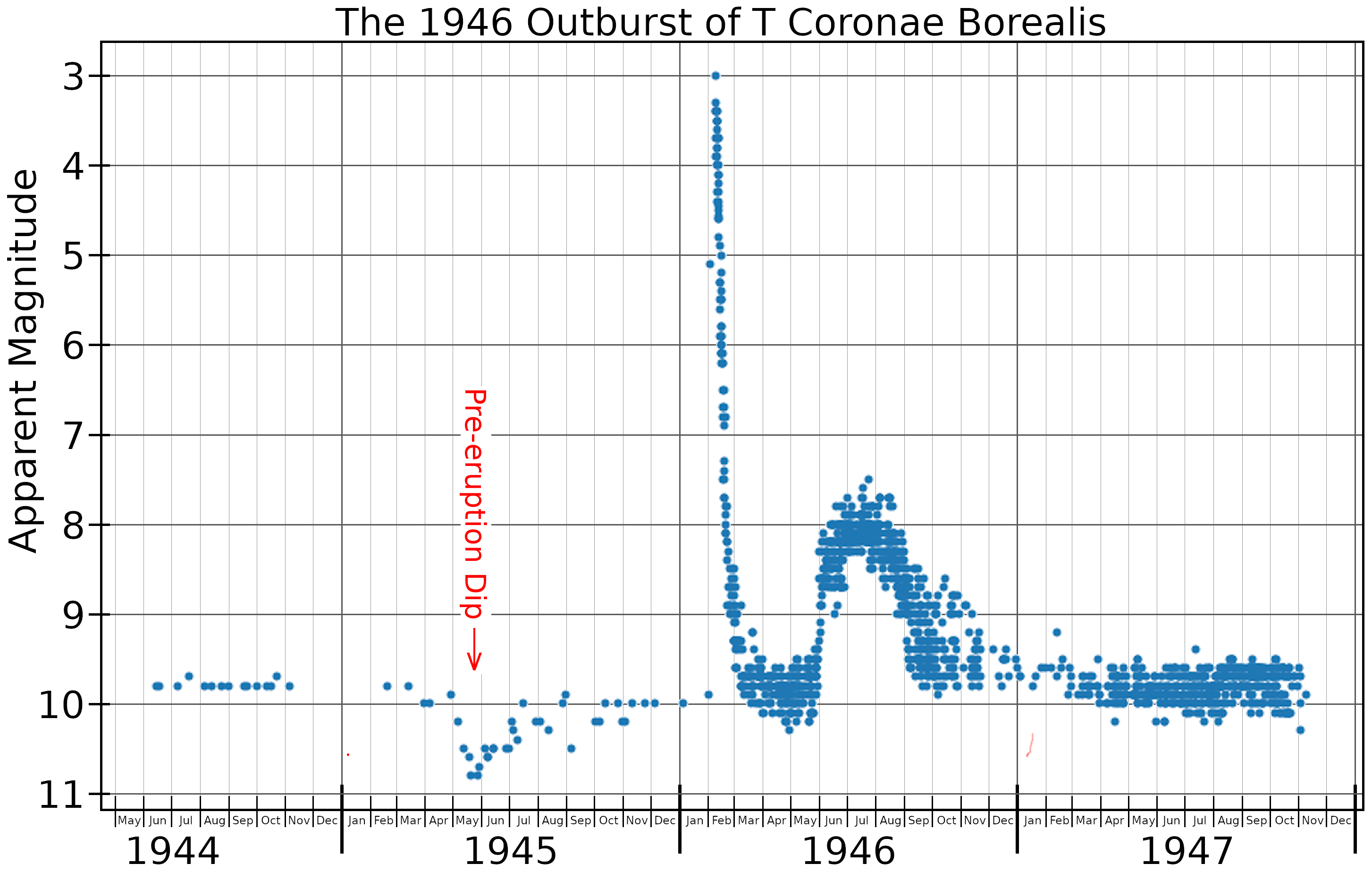
根據AAVSO數據繪製的北冕座T在1946年爆發前後的光變曲線。

北冕座T的星等通常約為10等，接近典型雙筒望遠鏡的極限。 之前曾觀察過它兩次爆發，分別在1866年5月12日和1946年2月9日，視星等分別達到2.0等和3.0等。然而，最近的一篇論文顯示，1866年的爆發可能具有2.5等的峰值範圍，± 0.5。即使在2.5等的峰值星等下，這顆再發新星也比夜空中大約120顆恆星還要暗。它有時被暱稱為「烈焰之星」。
北冕座T是一個 聯星系統，包含一顆巨大的低溫恆星和一顆緻密的高溫恆星。主星是一顆表面溫度較低的紅巨星，它正在將物質轉移到炙熱的伴星上。熾熱的伴星全部隱藏在來自紅巨星的密集物質雲中，是一顆被吸積盤環繞的白矮星。當系統處於寧靜狀態時，紅巨星主導可見光的輸出，系統呈現的恆星光譜為M3的巨星。熾熱的伴星會貢獻一些發射並主導紫外線的輸出。在爆發過程中，白矮星因為熱失控釋放出大量的能量，系統的光度因而暴增 。

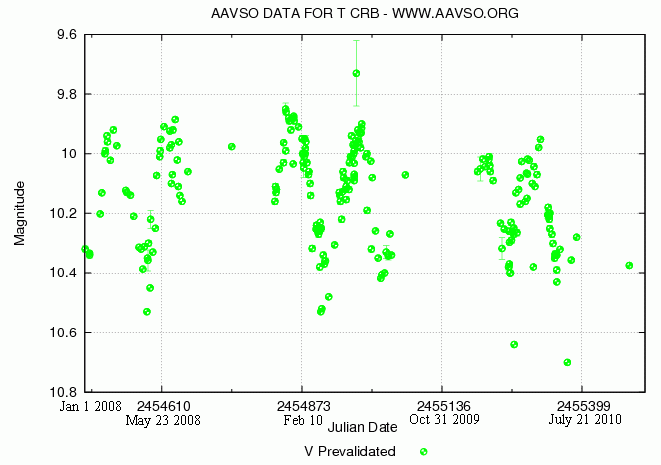
AAVSO 觀測的再發新星北冕座T 在2008年1月1日至2010年11月17日的光變曲線，顯示了紅巨星主星的脈動。日數為儒略日。

該系統的兩顆恆星每228天相互繞行一次。軌道幾乎是圓形的，傾斜角度為67°。

## 2016年迄當前的活動
2016年4月20日，天空與望遠鏡雜誌的網站報導，自2015年2月以來，它的亮度從10.5等持續變亮到約9.2等。1938 年，也有類似事件的報導，然後在1946年發生了爆發。到2018年6月，這顆恆星略微變暗，但仍保持著異常高的活動水準。到2023年中期，它的亮度下降了0.35等；這是自2016年以來的最低亮度。1946年爆發前的一年也發生了類似的變暗，表明可能在2024年9月之前爆發。儘管據信它即將到來，但截至2024年10月，尚未觀測到這樣的新星。
對下一次新星爆發的預測：
- 2026-2027（由N.F.H.Knight或W.M.Lindley在1946年所做的預測）[27]。
- 2024年2月中旬至2026年9月底（2023年3月做出的預測）[28]。
- 2024年1月至2024年8月中旬（2023年6月做出的預測）[29]。
- 2024年一月（2023年8月做出的預測）[30]
- 2024年10月底（2024年6月做出的預測）[31]。
- 2025年3月27日左右、2025年11月10日、2026年6月25日或2027年2月8日（2024年10月做出的預測）[32]。

## 延伸閱讀
- Wallerstein, George; Tanya Harrison; Ulisse Munari; Andrew Vanture. . Publications of the Astronomical Society of the Pacific. 11 May 2008, 120 (867): 492–497. Bibcode:2008PASP..120..492W. S2CID 106406607. doi:10.1086/587965 .
- R and T Coronae Borealis: Two Stellar Opposites 的存檔，存档日期2012-04-06. at Sky & Telescope

## 外部連結
- http://www.daviddarling.info/encyclopedia/B/Blaze_Star.html （页面存档备份，存于）
- AAVSO: Quick Look View of AAVSO Observations (get recent magnitude estimates for T CrB)